# Trabajo de cuidados

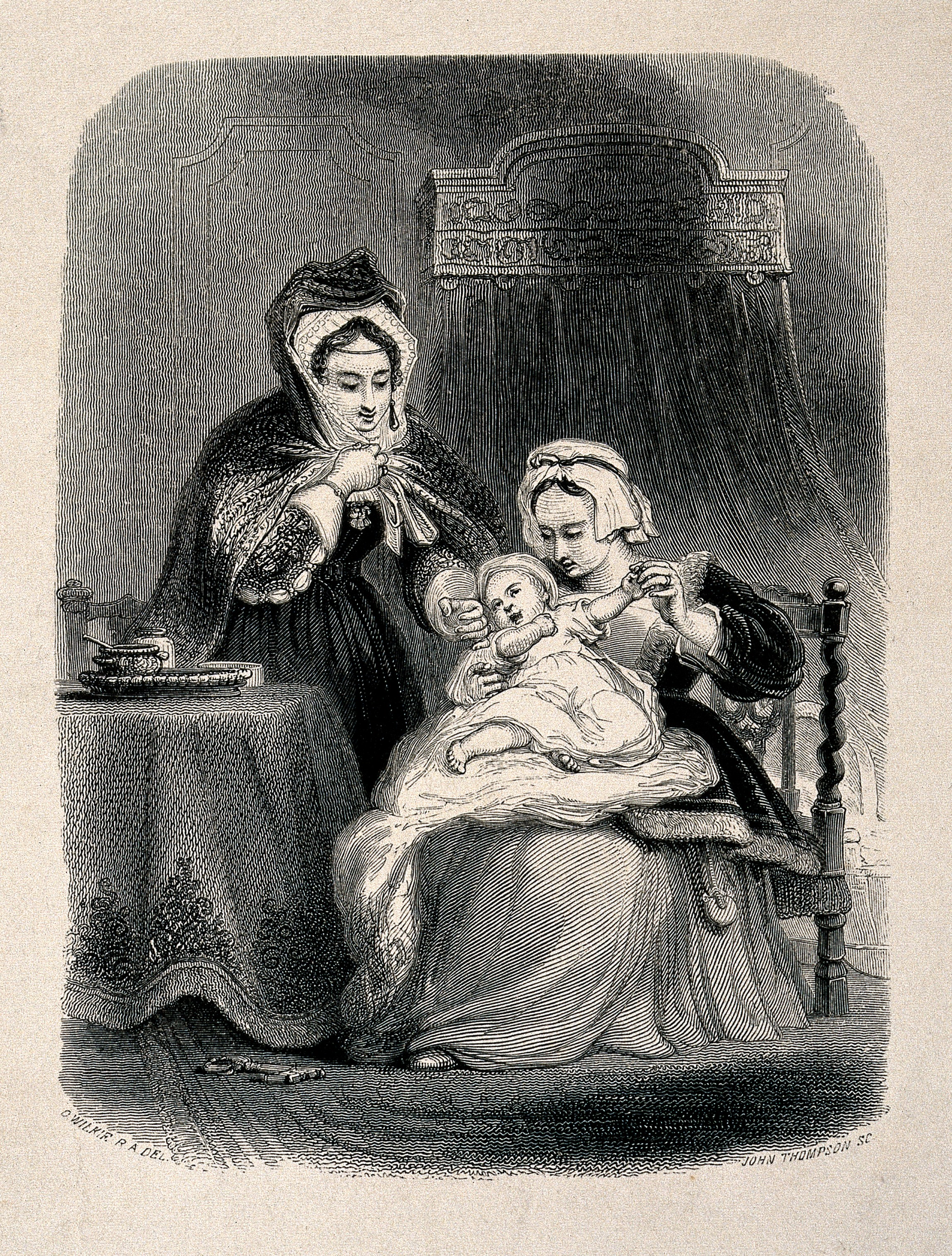
El cuidado de niños es un ejemplo de trabajo de cuidados.

El trabajo de cuidados, en ocasiones asimilable al trabajo reproductivo, es un especialidad o categoría de trabajo para el cuidado de las personas. Históricamente se ha diferenciado del trabajo productivo tradicional porque se le consideraba consustancial a la condición de quien lo realizaba, mayoritariamente mujeres, lo que implicaba que no tenían porque recibir una retribución digna y en muchos casos ninguna retribución o pago ya que se suponía que dicho trabajo se realizaba por esa mima condición femenina o por responsabilidad o afecto familiar. Algunos de los trabajos de cuidados, sobre todo cuando han salido del entorno familiar y se han socializado se han remunerado: guarderías, cuidado de niños, cuidado de enfermos, cuidado de mayores, residencia de personas mayores.
Los cuidados engloban todo trabajo necesario para el bienestar y la reproducción de la vida de sujetos dependientes e independientes. El trabajo de cuidados se puede ejercer tanto de manera remunerada como no remunerada. Gran parte del trabajo de cuidados se realiza en el ámbito doméstico y se da de manera no remunerada ni reconocida, mayormente por mujeres.
En el ámbito remunerado, el trabajo de cuidados se ocupa ante todo de personas dependientes, tal como niños, ancianos y enfermos. Es un campo de empleo ocupado en su mayoría por mujeres, por lo que su estudio suele vincularse con el feminismo. 
En Bolivia, en su Constitución Política en el artículo 338 se reconoce el valor económico del trabajo del hogar como fuente de riqueza y deberá cuantificarse en las cuentas públicas.

## Tipos de trabajo de cuidados
Trabajo de cuidados se refiere a aquellas ocupaciones por las que se proporciona servicios que ayudan a otras personas a desarrollar sus capacidades, o a perseguir aspectos de sus vidas que valoran. Entre los ejemplos de estas ocupaciones se incluyen el cuidado infantil, la enseñanza, el asistencia sanitaria o el cuidado de ancianos. El trabajo de cuidados también incluye a la variedad de trabajos domésticos no remunerados que son mayoritariamente realizados por mujeres.
El estudio de trabajo de cuidados es un concepto de análisis y está estrechamente relacionado con la economía feminista y la teoría legal feminista.

## La ciudad de los cuidados
Desde la industrialización las ciudades se han puesto casi exclusivamente al servicio de la movilidad, el comercio y el consumo en aras de la productividad. Esta orientación histórica acaba haciendo de la ciudad un medio hostil para muchos colectivos -niños, discapacitados, ancianos, madres, jóvenes- que no pueden realizar actividades no productivas pero necesarias e imprescindibles para el equilibrio social y mental y la vida ordinaria -sentarse solos o en grupos a descansar, beber agua potable sin coste, pasear por lugares tranquilos, etcétera-. Para la arquitecta Izaskun Chinchilla las ciudades necesitan ponerse al servicio de sus ciudadanos y atender todas estas necesidades de socialización y cuidados. El urbanismo y la arquitectura deben ser humanos y permitir y acompañar en los cuidados a los demás, evitando la arquitectura hostil.

## Trabajo de cuidados desde la perspectiva feminista
El término "trabajo de cuidados" surge en el marco de un cuestionamiento más amplio al concepto de trabajo. Éste ya no se entiende únicamente como aquel que se realiza fuera del espacio privado y a cambio de un salario, lo cual más bien refiere al empleo. Las redefiniciones del trabajo conllevan la ampliación del término, a partir de lo cual puede ser también entendido como una actividad que se realiza de manera no remunerada y en el ámbito doméstico.
El trabajo de cuidados se acuña desde la teoría feminista y se vincula sobre todo con la economía feminista, que propone que el trabajo de cuidados es esencial para la reproducción de la fuerza de trabajo. Se plantea, en este sentido, que la estructura laboral del capitalismo moderno depende de que haya trabajo no remunerado y no reconocido, hecho sobre todo en el espacio cotidiano, que posibilita que el capital disponga del tiempo y la energía de los trabajadores asalariados. Así, si en el ámbito doméstico hay alguien garantizando que el trabajador esté alimentado, tenga ropa limpia y pueda llegar a descansar a un espacio limpio, su empleador podrá asignarle jornadas más largas y tareas más pesadas.
Esta estructuración de la vida laboral depende en gran parte de la división sexual del trabajo, que asigna a los hombres actividades en el espacio público y a las mujeres en el espacio privado. Dentro de los estudios feministas se analiza, en este sentido, la dicotomía de esposo sustentador (o gana pan) y esposa ama de casa. No obstante, la inserción de la mujer en el mercado de trabajo no modifica esta división de las tareas, sino que implica una doble jornada: por una parte, las actividades propias del empleo, por otra, las del espacio doméstico, que como no son reconocidas como trabajo, se asumen como inherentes a la mujer y parte de sus obligaciones dentro del espacio doméstico
Otro aspecto importante del planteamiento hecho desde la perspectiva económica es que el trabajo de cuidados hecho en el ámbito doméstico hace una aportación económica importante, que se invisibiliza porque no se da siguiendo la estructura del trabajo asalariado.
En cuanto al trabajo de cuidados remunerado se ha planteado, retomando el término de Donna Haraway, que es un campo de trabajo sumamente feminizado. Esto implica que, sean hombres o mujeres quienes ocupan los puestos particulares, hay ocupaciones que se asocian a la feminidad y en consecuencia son sujeto de vulneración de derechos laborales, de salarios menores, de precarización y de situaciones de acoso laboral. Otras perspectivas plantean más bien estudiar este fenómeno a partir del término "domesticación del trabajo" con la finalidad de situar la problemática no a partir de quién ejerce el trabajo sino a partir de las características del mismo. Asimismo, se remarca que hay campos de trabajo típicamente asociados con la masculinidad que están sufriendo los mismos efectos que se pensaban propios de la feminización.

## Estudios sobre el trabajo de cuidados en México
En el 2014, el INEGI, en conjunto con el INMUJERES, realizó la Encuesta Nacional sobre el Uso del Tiempo (ENUT). La ONU retoma esta encuesta en un estudio centrado en el trabajo doméstico y el trabajo de cuidados no remunerado, enfatizando lo siguiente:
La contribución que realiza cada mujer mexicana de 12 años o más de manera cotidiana para garantizar bienestar y desarrollo a su familia, a través de labores domésticas y de cuidado no remuneradas, equivale a $42,500 pesos al año. Para las mujeres que habitan en las áreas rurales esta contribución se eleva a $49,700 pesos al año, y para las mujeres casadas a $57,600 pesos, en comparación con los $13,900 pesos de los hombres en promedio en el mismo periodo.

ONU Mujeres
De igual manera, remarca que la contribución del trabajo doméstico y de cuidados no remunerado fue equivalente al 20.5% del PIB nacional durante el 2013, superando la aportación de sectores como la industria manufacturera y el comercio. En México es claramente observable la doble jornada asumida por un gran número de mujeres. Las mujeres mexicanas dedicaron, en promedio, 28.8 horas a la semana a las labores de cuidado, en contraste con el tiempo dedicado por hombres, que fue de 12.4 horas a la semana. En cuanto a actividades domésticas, las mujeres dedicaron 29.8 horas semanales, mientras que los hombres dedicaron 9.7.
Según la encuesta realizada en el año 2019, con datos de la Encuesta Nacional el Uso del Tiempo (ENUT). Nos menciona la distribución porcentual del tiempo total de trabajo a la semana de la población por tipo de trabajo. El trabajo no remunerado de los hogares forma parte del 49.4% de la distribución total del trabajo, mientras que el 49.7% forma parte del trabajo para el mercado y un 2.8% como producción de bienes para uso exclusivo del hogar. 
Señalados otros datos. El promedio de horas a la semana del tiempo total del trabajo de la población de la edad ya mencionada, a nivel nacional, en promedio las mujeres trabajan 6.2 horas más que los hombres. En cuanto a las cifras de brechas de género por entitad federativa las 5 entidades con las mayores brechas en desventaja hacia las mujeres son zacatecas, Guerrero, oaxaca, sinaloa y veracruz.
De acuerdo al tiempo registrado en cuanto al trabajo de la población según la condición de habla indígena, en promedio la población hablante de lengua indígena trabaja 3.1 horas más que la no hablantes, según el tiempo total del trabajo. El trabajo no remunerado, no incluye el tiempo de cuidados pasivos. Las tasas de participación se calculan en relación con la población que realiza la actividad. 
En la encuesta nacional de uso de tiempo del año 2021 son mencionados los objetivos y resultados generales en cuanto a la clasificación de actividades en comparación con el módulo del año 2013 y los datos del año 2021 provenientes de ENUT. El módulo del año 2013 nos presenta un total de 5 actividades, agregando el listado de actividades las cuales son el trabajo de cuidado a miembros del hogar (menores de hasta 12 años; adultos mayores de 65 años y más), el apoyo en tareas escolares (a miembros del hogar), el apoyo para otro hogares semanalmente y el trabajo doméstico no remunerado para el propio hogar 
Los cuidados no remunerados en CDMX. Los desarrolla en su mayoría la población femenina, tareas que las desempeñan aparte de labores de su trabajo remunerado, Situación que se refleja en asuntos de salud física y mental, que deteriora su calidad de vida.